# 1953年上海
|        | 上海历史 |
| 世紀： | 19世紀上海 \| 20世紀上海 \| 21世紀上海                                                                                     |
| 年代： | 1920年代上海 \| 1930年代上海 \| 1940年代上海 \| 1950年代上海 \| 1960年代上海 \| 1970年代上海 \| 1980年代上海               |
| 年份： | 1949年上海 \| 1950年上海 \| 1951年上海 \| 1952年上海 \| 1953年上海 \| 1954年上海 \| 1955年上海 \| 1956年上海 \| 1957年上海 |
| 紀年： | 癸巳年（蛇年）、上海开埠110周年、上海设市26周年                                                                            |

1953年的上海，是上海開埠第110年。
1953年，全市开始第一个五年计划（1953～1957年）建设。中共上海市委提出上海市“一五”计划的基本方针是“维持利用，调整改造”。
1953年 上海电焊机厂试制成功国内第一台500安直流弧焊机；上海电影制片厂摄制解放后第一部彩色戏曲艺术片越剧《梁山伯与祝英台》；《少年文艺》杂志创刊。

## 主要官员

### 党委
- 市委第一书记：陈毅

### 各界人民代表会议与协商委员会[註 1]
- （协商委员会）主席：陈毅

### 政府
- 市长：陈毅

### 法院
- 院长：汤镛

### （党）纪委
- 书记：王尧山、王一平、郑平[註 2]

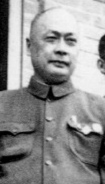
第一书记、市长、协商委员会主席陈毅

## 大事记

### 1月
- 1月1日——上海报业调整。《大公报》迁天津，《亦报》、《上海新闻》亦被停刊。同日，中国首家外轮代理公司上海外轮代理公司设立。
- 1月中旬，华东和上海市全面开展反官僚主义、反命令主义、反违法乱纪的“新三反”运动。
- 1月28日～2月7日，中共上海市第一次代表大会在上海艺术剧场举行。市委第一书记陈毅作政治报告。
- 1月，上海信谊药厂研制投产全国首种抗结核药异烟肼。

### 2月
- 2月2日—— 上海科学教育电影制片厂成立。
- 2月13日——上海海关颁布《海关奖励查私暂行办法》，办法规定重奖缉查、举报走私者。
- 2月26日—— 全市开展贯彻《婚姻传》宣传教育活动。

### 3月
- 3月7日——中共上海市委、市政府等电唁斯大林逝世。9日全市20余万人集会追悼斯大林。
- 3月19日——上海人民京剧团等组成中国人民赴朝慰问团文艺工作团华东分团，赴朝鲜慰问演出。3月28日～8月8日演出481场，观众近30万人次。
- 3月21日——解放后首批回国日侨1959人集中在沪，乘轮从上海出境。至9月又有5批共6007人出境。
- 3月22日——新泾区市立华漕农场（今市农科院内）发生群众把沼气当作“仙水”事件。4月18日有三四万人取水带回治病。在全市和江、浙两省引起反响。4月22日中共上海市委派工作组处理。到5月中旬平息，受骗群众达20余万人。
- 3月，上海首批为朝鲜培训数十名机电工业技术实习生。统计至1992年，上海先后为19个亚、非、拉美和东欧国家培训工业专业和科技项目的实习生12000余人。

### 4月
4月，静安寺方丈持松法师在寺内设立真言宗（密宗）坛场，复兴中国自唐朝以来失传的汉地密宗。

### 5月
- 5月1日——中華人民共和國的交通部成立上海海运管理局，统一经营管理长江口以北沿海航区客货运输。
- 5月18～20日，上海市青年第一届代表大会召开。上海市民主青年联合会成立，1958年4月改上海市青年联合会
- 5月22日——上海市选举委员会成立。次日开始人口调查和选民登记工作。全市总人口620.44万人。
- 5月28日——市文化局举办上海地方文献展览会。
- 5月28日～6月1日，中国新民主主义青年团上海市第一届代表大会召开。成立青年团上海市委员会。
- 5月29日——中共上海市委作出制止赌博的决定。是月全市开始禁赌。至7月取缔设摊聚赌400多处、设赌抽头集团27个。
- 5月30日——上海市军管会发布《取缔“一贯道”等反动会道门》布告，宣布费道、九宫道、同善社、一心天道龙华圣教会等会道门为非法组织，立即取缔，即日解散。
- 5月30日～6月7日，上海市第一届人民体育大会在虹口体育场举行。

### 6月
- 6月12日——遵照国务院《关于解放前银钱业未清偿存款给付办法》和《解放前银钱业未清偿存款登记办法》，全市各银行开始支付解放前银钱业未清偿存款。
- 6月19日——中国福利会少年宫成立开放。

### 7月
- 7月17日——上海市文史馆成立。
- 7月25日——中國人民解放軍驻沪空军某部在上海市区上空进行军事活动時，擊落2架自台湾起飛之中華民國空軍军用飞机。

### 8月
- 8月29日——浦江机器厂试制成功国内第一台100吨桥式行车。

### 9月
- 9月6～9日，华东区首届人民体育运动大会在沪举行。
- 9月29日 上海锅炉厂试制成功中国第一台1000吨桥梁电动行车。

### 10月
- 10月19日～12月31日 上海人民沪剧团等参加中国人民赴朝慰问团第四分团赴朝慰问演出。演出309场，观众23万人次。

### 11月
- 11月2日——上海市政府為了保障城市生产與人民生活的需要，按公用事业统筹建设和管理，将法商电车、电灯公司收归公营。
- 11月4日——上海第三制药厂试制成功普鲁卡因青霉素，是日正式投产。
- 11月12日 中国医药公司上海分公司第一门市部（今上海第一医药商店）在南京东路创立。
- 11月，中共中央公布过渡时期的总路线，华东局和中共上海市委从11月起连续举行19次大型报告会，宣传总路线。陈毅、谭震林、陈丕显、潘汉年等作报告。全市私营交通运输业开始实行统一货源、统一调度和统一运价的管理（简称“三统一”管理）。到1955年基本实现。食糖由国家实行统购统销；卷烟全部实行统购统销，专卖管理。中国第一套醋酸装置在醋酸厂建成。

### 12月
- 12月9日——上海市政府公布婚姻登记暂行办法。
- 12月，以中村满夫为团长的第一个日本工会代表团访问上海。
- 12月28日，根据政务院《关于实行粮食的计划收购和计划供应的命令》，市政府制定《上海市加强粮食市场管理和实行私营米店代销办法的暂行规定》。是日起上海米市场停止交易。次年1月始实行粮食统购统销。

## 政府
- 2月26日～3月2日 市第三届第一次各界人民代表会议举行。会议决定现任市长、副市长及市政府委员和市第二届各界人民代表会议协商委员会主席、副主席及委员继续连任至市第一届第二次人民代表大会开幕时为止。
- 11月～1954年1月，全市第一次普选，民主选举各级人民代表大会代表。

## 行政区划
1953年底 新设水上区。

## 上海与中国经济建设
9月，自年初，上海有1.5万多名技术人员、管理人员和技术工人支援东北、西安、北京、湘潭等地经济建设。
1953年，“一五”期间上海有2万多名建筑工人到外地参加国家重点工程建设。1953～1956年上海21万名工人、技术人员、管理干部到外地支援建设。